# EXTra-Standard
Das einheitliche XML-basierte Transportverfahren (eXTra-Standard) ist ein frei verfügbarer Standard, der für den Datenaustausch zwischen Wirtschaft und Verwaltung konzipiert wurde. Die Redaktion des Standards liegt bei der Arbeitsgemeinschaft für wirtschaftliche Verwaltung. An der Erstellung des Standards waren u. a. die DATEV, die Deutsche Rentenversicherung Bund, die Gesetzliche Krankenversicherung (vertreten durch die Informationstechnische Servicestelle der gesetzlichen Krankenversicherung (ITSG) und den Verband der Ersatzkassen (vdek)) und das Statistische Bundesamt beteiligt.
Der eXTra-Standard wurde durch das Bundesministerium für Wirtschaft und Technologie (BMWi) am 15. April 2010 im Bundesanzeiger bekannt gemacht. Weiter ist er in den Richtlinien für den Datenaustausch im Gesundheits- und Sozialwesen referenziert. Die Version 1.5 des Standards „eXTra-einheitliches XML-basiertes Transportverfahren“ ist im Bundesanzeiger bekannt gemacht worden (BAnz AT 04.12.2018 B1).

## Ziele
Der eXTra-Standard legt einen technischen Rahmen für standardisierte XML-Pakete fest, die zwischen den Verfahrensbeteiligten ausgetauscht werden. Die Steuerungsdaten für die Übertragung sind dabei normiert, die fachlichen Daten werden hingegen in eXTra nicht beschrieben. Auch der Übertragungsweg ist nicht im eXTra-Standard festgelegt. Bislang wird eXTra von den bestehenden Fachverfahren über das http- bzw. das https-Protokoll oder über eine SOAP-Schnittstelle als Webservice genutzt.

## Registrierte Verfahren
Derzeit setzen folgende Verfahren den eXTra-Standard ein:
- Der GKV-Kommunikationsserver für die Datenübertragung zwischen Arbeitgebern und Krankenkassen im Meldeverfahren der Sozialversicherung. Dieser wird zusätzlich von der Bundesagentur für Arbeit und den Einrichtungen der berufsständischen Versorgung für ihre Datenaustauschverfahren mit den Arbeitgebern genutzt.
- Online-Schnittstelle des ITSG Trust Centers – OSTC
- Die Deutsche Rentenversicherung Bund zur Annahme von Sofortmeldungen und zu Meldungen zur elektronischen Betriebsprüfung